# 中部大学女子短期大学
中部大学女子短期大学（日语：／ Chubu Daigaku Joshi Tankidaigaku *）是过去一所位于日本爱知县春日井市的私立短期大学。

## 概要

### 简介
- 学校最早可以追溯到于1938年[1]。短期大学为于1989年开办[1]、由学校法人三浦学园经营。招生到于1997年、停办于1999年[2]。

### 历史
- 1989年 中部大学女子短期大学成立并同时设置两个学科、以下列举。
  - 日语日本文化
  - 英语英美文化学科
- 1997年 招生最后、次年停止招生（正式停办于1999年12月22日[2]）。

## 学校环境
- 校区：在了爱知县春日井市[注 1]

## 历任校长
- 三浦朱门：第一代短期大学校长[3]。

## 组织

### 学科
- 日语日本文化学科
- 英语英美文化学科

### 专科
| - 没有 |

### 业余课程
| - 没有 |

## 相关链接
- 日本短期大学列表